# 황금원숭이
황금원숭이 (Cercopithecus mitis kandti)는 구세계원숭이의 일종이다. 4개의 국립공원(우간다 남서부의 음가힝가 고릴라 국립공원, 르완다 북서부의 화산 국립 공원, 콩고민주공화국 동부의 비룽가 국립공원과 카후지-비에가 국립공원)이 포함된 중앙아프리카의 비룽가 화산 지대에서 발견된다. 이 지역은 고지대에 한정되며, 특히 대나무 숲에 산다.